# Relations entre le Bangladesh et le Luxembourg
Les relations entre le Bangladesh et le Luxembourg sont les relations bilatérales de la république populaire du Bangladesh et du grand-duché de Luxembourg. Le Luxembourg a reconnu le Bangladesh le 11 février 1972, à la suite de la séparation du Pakistan oriental du Pakistan lors de la guerre de 1971.

## Vistites d'État
En 2003, la Grande-Duchesse Maria Teresa du Luxembourg s'est rendue au Bangladesh, pour y inaugurer un projet de l'UNESCO,. Au cours de cette visite, la Grande-Duchesse, accompagnée du Maréchal de la Cour du Luxembourg Jean Jacques Kasel, et de l'Ambassadeur des Pays-Bas au Bangladesh, a rencontré le Président du Bangladesh Iajuddin Ahmed et des fonctionnaires du ministère des Affaires étrangères du Bangladesh. Elle a également rencontré séparément le ministre des affaires étrangères, M. Morshed Khan, et a discuté de l'égalité des sexes, de l'éducation, du microcrédit et de la vaccination. La Grande-Duchesse avait également visité le pays avant son accession au titre de Grande-Duchesse, et y avait rencontré Muhammad Yunus de la Grameen Bank.

## Diplomatie
L'ambassadeur du Bangladesh en Belgique est accrédité au Luxembourg,. Le Grand-Duché de Luxembourg a un consulat à Dacca, la capitale du Bangladesh.

## Coopération économique
Le Bangladesh et le Luxembourg ont montré leur intérêt pour le développement des activités économiques bilatérales entre les deux pays et ont pris les mesures nécessaires à cet égard. La Bangladesh Business Chamber of Commerce in Luxembourg (BBCCL - français : Chambre de commerce du Bangladesh à Luxembourg) est une organisation de promotion des produits bangladais au Luxembourg.
L'un des principaux obstacles à l'expansion du commerce entre les deux pays est la difficulté de transporter des produits bangladais au Luxembourg via l'Allemagne et la Belgique, ce qui augmente les coûts de transport. Les experts ont mis l'accent sur l'établissement d'un point central de produits bangladais au Luxembourg.
Le seul organisme de placement collectif en valeurs mobilières conforme à la réglementation pour les investissements étrangers en actions bangladaises, SwissPro Invest Bangladesh Fund, est domicilié au Luxembourg,.